# 圣热姆 (卢瓦-谢尔省)
圣热姆（法語：Sainte-Gemmes，法語發音：[sɛ̃t ʒɛm]）是法国卢瓦-谢尔省的一个旧市镇，属于旺多姆区。2017年，圣热姆与临近的3个市镇合并为新市镇新乌克。

## 地理
圣热姆（47°47'36"N, 1°16'15"E）面积8.56 平方千米，位于法国中央-卢瓦尔河谷大区卢瓦-谢尔省，该省份为法国中北部省份，北起厄尔-卢瓦省，东北接卢瓦雷省，东南接谢尔省，南至安德尔省，西南接安德尔-卢瓦尔省，西北接萨尔特省。
与圣热姆接壤的市镇（或旧市镇、城区）包括：拜尼欧、布瓦索、拉沙佩勒昂谢里、埃皮艾、费埃、乌克、瑟洛姆。

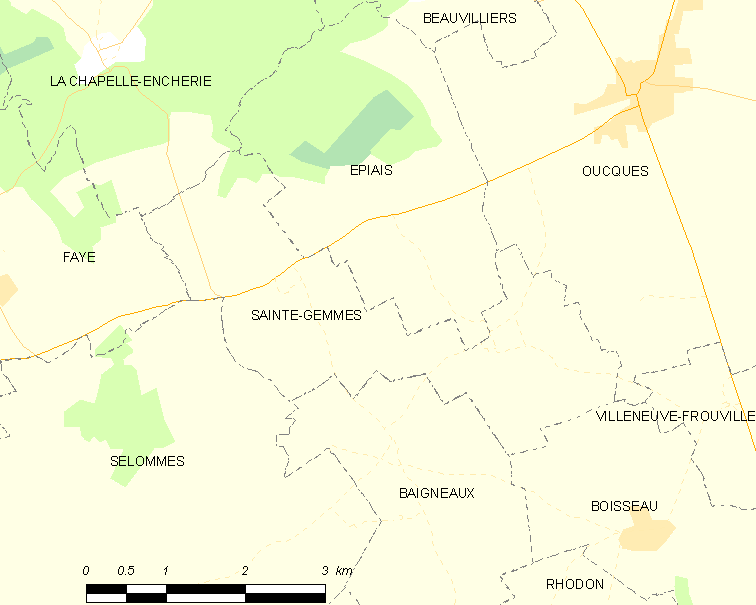
的OSM定位图

圣热姆的时区为UTC+01:00、UTC+02:00（夏令时）。

## 行政
圣热姆的邮政编码为41290，INSEE市镇编码为41210。

## 政治
圣热姆所属的省级选区为拉博斯县。

## 人口

1962-2008年间人口变化图示

圣热姆于2018年1月1日时的人口数量为103人。